# Котов, Никита Дмитриевич
Ники́та Дми́триевич Ко́тов (4 (17) апреля 1915, Куликовы Липяги, Воронежская губерния — 27 марта 1979, Ленинград) — советский лётчик торпедоносной авиации в годы Великой Отечественной войны, Герой Советского Союза (22.07.1944). Гвардии подполковник (1.04.1953).

## Биография
Никита Котов родился 4 (17) апреля 1915 года в селе Куликовы Липяги (ныне — Вейделевский район Белгородской области). Рано остался без родителей, рос в детском доме. Окончил школу в 1931 году, Черкасский автомобильный техникум в 1935 году, с 1935 года работал автомехаником в Банинской машинно-тракторной станции в Киевской области Украинской ССР.
В январе 1937 года был призван на службу в Рабоче-крестьянский Красный Флот. В 1938 году он окончил курсы стрелков-бомбардиров при Военно-морском авиационном училище имени И. В. Сталина в Ейске и экстерном сдал экзамены на офицерское звание. С января 1938 года служил в частях ВВС Балтийского флота. В мае 1938 года переведён в 1-й минно-торпедный авиационный полк ВВС Балтийского флота на должность младшего лётчика-наблюдателя. Участвовал в советско-финской войне, где выполнил 27 боевых вылетов и награждён орденом Красного Знамени. В августе 1940 года стал штурманом звена.
С начала Великой Отечественной войны — на её фронтах. Всю войну прошёл в составе того же полка, которому приказом Наркома ВМФ СССР № 10 от 18 января 1942 года за мужество и героизм, проявленные в боях с врагом, было присвоено гвардейское звание и полк получил наименование 1-й гвардейский минно-торпедный авиационный полк ВВС Балтийского флота. В июле 1942 года стал штурманом эскадрильи, а с августа 1943 года до конца войны воевал флаг-штурманом полка. Участвовал в Прибалтийской стратегической оборонительной операции, обороне Ленинграда, совершал многочисленные налёты на военно-морские базы в Восточной Пруссии, Финляндии и оккупированной территории СССР.
К июню 1944 года флаг-штурман 1-го гвардейского минно-торпедного авиаполка 8-й минно-торпедной авиадивизии ВВС Балтийского флота гвардии майор Никита Котов выполнил 182 боевых вылета, из них 152 — на бомбардировку вражеских объектов, 10 — на торпедирование вражеских плавредств и 20 — на постановку мин в районах Хельсинки, Котка, Таллин. Потопил 4 транспорта и 1 сторожевой корабль противника, сбил 1 самолёт. Выставил 40 морских мин.
Указом Президиума Верховного Совета СССР от 22 июля 1944 года за «образцовое выполнение боевых заданий командования на фронте борьбы с немецкими захватчиками и проявленные при этом отвагу и геройство» гвардии майору Никите Дмитриевичу Котову присвоено звание Героя Советского Союза с вручением ордена Ленина и медали «Золотая Звезда» за номером 4016.
На завершающем этапе войны участвовал в Ленинградско-Новгородской, Прибалтийской, Восточно-Прусской и Восточно-Померанской наступательных операциях, а также в блокаде Курляндской группировки противника. К Победе майор Н. Д. Котов выполнил 199 боевых вылетов, потопив 7 кораблей и судов врага. Много боевых вылетов выполнил в составе экипажа командира полка Героя Советского Союза И. И. Борзова.
После окончания войны Н. Д. Котов продолжил службу в ВМФ СССР. До марта 1948 года служил в прежней должности, затем его направили учиться. В 1948 году он окончил курсы усовершенствования штурманов авиаполков при Краснодарской высшей военной школе штурманов ВВС. В январе 1949 года переведён на Тихий океан помощником главного штурмана по радионавигации Управления ВВС 5-го ВМФ. С февраля 1950 года служил в 3-й минно-торпедной авиадивизии ВВС 5-го ВМФ: помощник старшего штурмана дивизии, с декабря 1951 — старший штурман дивизии. В июне 1956 года подполковник Н. Д. Котов был уволен в запас.
Проживал в городе Пушкине (ныне — в черте Санкт-Петербурга). С 1943 года состоял в ВКП(б). Скончался 27 марта 1979 года, похоронен на Северном кладбище Санкт-Петербурга.

## Награды
- Медаль «Золотая Звезда» Героя Советского Союза (22.07.1944)
- Два ордена Ленина (15.06.1942, 22.07.1944)
- Четыре ордена Красного Знамени (21.04.1940, 19.02.1942, 13.10.1944, 23.05.1945)
- Орден Отечественной войны 1-й степени (6.11.1943)
- Орден Красной Звезды (3.11.1953)
- Медаль «За боевые заслуги» (30.04.1947)
- Медаль «За оборону Ленинграда»
- Медаль «За взятие Кенигсберга»
- Ряд других медалей СССР[2]

## Память
- Бюст Н. Д. Котова установлен в Валуйках[2].
- Бюст Н. Д. Котова установлен бюст на Аллее Героев в Вейделевке (2003)[7]